# باب دادا
باب دادا (انگلیسی: Bob Dadae؛ زادهٔ ۸ مارس ۱۹۶۱) سیاست‌مدار اهل پاپوآ گینه نو است. وی از ۲۸ فوریه ۲۰۱۷ فرماندار کل پاپوآ گینه نو است.